# Rudsar (Verwaltungsbezirk)
Rudsar (persisch شهرستان رودسر) ist ein Schahrestan in der Provinz Gilan im Iran. Er enthält die Stadt Rudsar, welche die Hauptstadt des Verwaltungsbezirks ist.

## Kreise
- Zentral (بخش مرکزی)
- Chaboksar (بخش چابکسر)
- Kela Chay (بخش کلاچای)
- Rahimabad (بخش رحیم‌آباد)

## Demografie
Bei der Volkszählung 2016 betrug die Einwohnerzahl des Schahrestan 147.399. Die Alphabetisierung lag bei 86 Prozent der Bevölkerung. Knapp 50 Prozent der Bevölkerung lebten in urbanen Regionen.
| Zensusjahr | Einwohnerzahl |
| ---------- | ------------- |
| 2011       | 144.366       |
| 2016       | 147.399       |